# Reparatiedoos

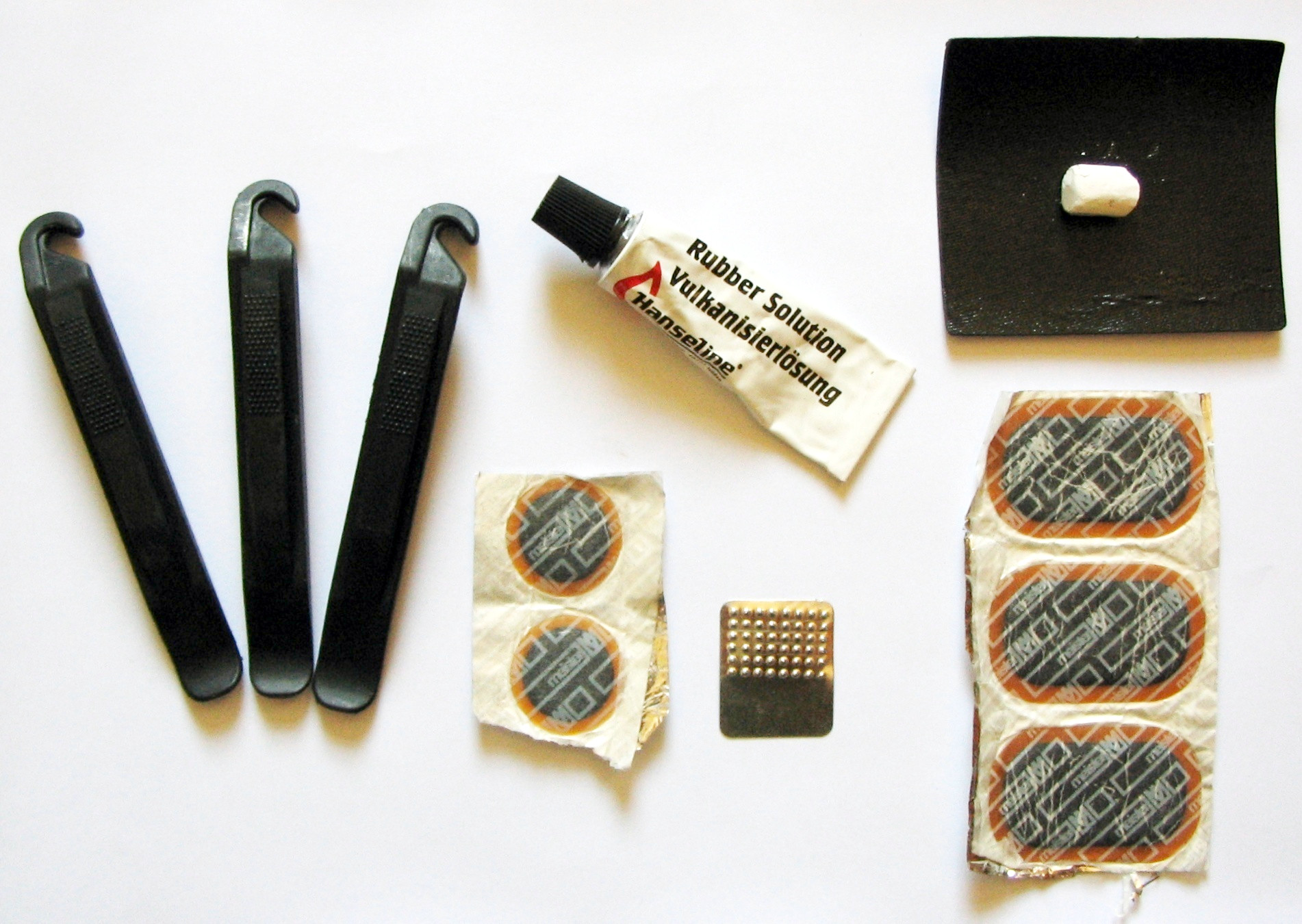
Reparatiematerialen voor de binnenband van een fiets

Een reparatiedoos of bandenplak(set) is een doosje waarin zich een aantal benodigdheden bevinden voor het repareren van lekke binnenbanden van de fiets.
De doosjes, aanvankelijk van blik, worden tegenwoordig ook wel in zacht plastic uitgevoerd. Ze bevatten in ieder geval:
- een set van minstens twee bandenlichters, aanvankelijk van staal, later ook wel van stevig kunststof;
- een tube bandenplakmiddel (solutie in Nederland);
- een schuurpapiertje. Aangezien dit door vocht zijn werking kan verliezen wordt in plaats daarvan ook wel een metalen raspje toegevoegd;
- een setje bandenplakkertjes.

Naast dit alles wordt ook wel een stukje rubber bijgevoegd en een schaartje om er een stuk af te knippen. Verder wordt soms een assortiment ventielonderdelen toegevoegd.
De bekendste producent van reparatiedoosjes is het Duitse Rema Tip Top (Stahlgruber) dat in 1989 het Nederlandse bedrijf Bandrep overnam (voordien bekend onder de naam Simson). De producten worden verkocht onder de merknamen "Tip Top" en "Simson" (voornamelijk in Nederland).

## Wat niet in het doosje zit
Om na reparatie van een lekke band verder te kunnen rijden heeft men onbetwist een fietspomp nodig. Het soms moeilijkste onderdeel van de procedure, het vinden van het gaatje, vereist in het ergste geval een emmer water en ook daarbij kan het doosje uiteraard geen soelaas bieden.